# هومر (بنسلفانيا)
هومر (بالإنجليزية: Homer City borough, Pennsylvania)‏ هي مدينة تقع بولاية بنسلفانيا في الولايات المتحدة. تبلغ مساحتها 1.45 كم2، وترتفع عن سطح البحر 419.1 م، بلغ عدد سكانها 1,707 نسمة في عام 2010 حسب إحصاء مكتب تعداد الولايات المتحدة وتصل الكثافة السكانية فيها 1,177.2 نسمة لكل كيلومتر مربع (3,048.9/ميل2).

## التركيبة السكانية
حدّد مكتب تعداد الولايات المتحدة بيانات التركيبة السكانية لهومر في تعداد الولايات المتحدة. في ما يلي، التركيبة السكانية حسب تعدادي 2000 و2010.

### تعداد عام 2000
بلغ عدد سكان هومر 1,844 نسمة بحسب تعداد عام 2000، وبلغ عدد الأسر 805 أسرة وعدد العائلات 511 عائلة مقيمة في المدينة. في حين سجلت الكثافة السكانية 1,271.7 نسمة لكل كيلومتر مربع (3,293.7/ميل2). وبلغ عدد الوحدات السكنية 869 وحدة بمتوسط كثافة قدره 599.3 لكل كيلومتر مربع (1,552.2/ميل2).
وتوزع التركيب العرقي للمدينة بنسبة 99.40% من البيض و0.22% من الأمريكيين الأفارقة و0.05% من الأمريكيين ذوي الأصول الآسيوية و0.33% من عرقين مختلطين أو أكثر و0.33% من الهسبانيون أو اللاتينيون من أي عرق.
بلغ عدد الأسر 805 أسرة كانت نسبة 28.1% منها لديها أطفال تحت سن الثامنة عشر تعيش معهم، وبلغت نسبة الأزواج القاطنين مع بعضهم البعض 49.4% من أصل المجموع الكلي للأسر، ونسبة 10.7% من الأسر كان لديها معيلات من الإناث دون وجود شريك، بينما كانت نسبة 3.4% من الأسر لديها معيلون من الذكور دون وجود شريكة وكانت نسبة 36.5% من غير العائلات. تألفت نسبة 32.5% من أصل جميع الأسر من عدة أفراد يعيشون في نفس المنزل ونسبة 18.4% كانت تتألف من شخص يعيش بمفرده يبلغ من العمر 65 عاماً أو أكثر. وبلغ متوسط حجم الأسرة المعيشية 2.28، أما متوسط حجم العائلات فبلغ 2.91.
بلغ العمر الوسطي للسكان 41.5 عاماً. وكانت نسبة 22.1% من القاطنين تحت سن الثامنة عشر، وكانت نسبة 6.3% بين الثامنة عشر والرابعة والعشرين عاماً، ونسبة 26.8% كانت واقعةً في الفئة العمرية ما بين الخامسة والعشرين والرابعة والأربعين عاماً، ونسبة 23.6% كانت ما بين الخامسة والأربعين والرابعة والستين، ونسبة 20.8% كانت ضمن فئة الخامسة والستين عاماً فما فوق. يوجد لكل 100 أنثى 86.4 ذكر، ويوجد لكل 100 أنثى في الثامنة عشر من عمرها فما فوق 78.3 ذكر.
بلغ متوسط دخل الأسرة في المدينة 30,815 دولارًا، أما متوسط دخل العائلة فبلغ 39,375 دولارًا. وكان متوسط دخل الذكور 31,607 دولارًا مقابل 21,250 دولارًا للإناث. وسجل دخل الفرد الخاص بالمدينة 16,293 دولارًا. وكانت نسبة 8.4% من العائلات ونسبة 10.8% من السكان تحت خط الفقر، وكان من هؤلاء نسبة 11.8% تحت سن الثامنة عشر ونسبة 7.2% في الخامسة والستين من العمر وما فوق.

### تعداد عام 2010
بلغ عدد سكان هومر 1,707 نسمة بحسب تعداد عام 2010، وبلغ عدد الأسر 786 أسرة وعدد العائلات 474 عائلة مقيمة في المدينة. في حين سجلت الكثافة السكانية 1,177.2 نسمة لكل كيلومتر مربع (3,048.9/ميل2). وبلغ عدد الوحدات السكنية 843 وحدة بمتوسط كثافة قدره 581.4 لكل كيلومتر مربع (1,505.8/ميل2).
وتوزع التركيب العرقي للمدينة بنسبة 98.13% من البيض و0.35% من الأمريكيين الأفارقة و0.23% من الأمريكيين الأصليين و0.18% من الأمريكيين ذوي الأصول الآسيوية و0.06% من الأعراق الأخرى و1.05% من عرقين مختلطين أو أكثر و0.29% من الهسبانيون أو اللاتينيون من أي عرق.
بلغ عدد الأسر 786 أسرة كانت نسبة 23% منها لديها أطفال تحت سن الثامنة عشر تعيش معهم، وبلغت نسبة الأزواج القاطنين مع بعضهم البعض 46.2% من أصل المجموع الكلي للأسر، ونسبة 10.8% من الأسر كان لديها معيلات من الإناث دون وجود شريك، بينما كانت نسبة 3.3% من الأسر لديها معيلون من الذكور دون وجود شريكة وكانت نسبة 39.7% من غير العائلات. تألفت نسبة 34.2% من أصل جميع الأسر من عدة أفراد يعيشون في نفس المنزل ونسبة 15.6% كانت تتألف من شخص يعيش بمفرده يبلغ من العمر 65 عاماً أو أكثر. وبلغ متوسط حجم الأسرة المعيشية 2.17، أما متوسط حجم العائلات فبلغ 2.78.
بلغ العمر الوسطي للسكان 44.8 عاماً. وكانت نسبة 18.1% من القاطنين تحت سن الثامنة عشر، وكانت نسبة 6.7% بين الثامنة عشر والرابعة والعشرين عاماً، ونسبة 25.5% كانت واقعةً في الفئة العمرية ما بين الخامسة والعشرين والرابعة والأربعين عاماً، ونسبة 29.3% كانت ما بين الخامسة والأربعين والرابعة والستين، ونسبة 20.3% كانت ضمن فئة الخامسة والستين عاماً فما فوق. وتوزع التركيب الجنسي للسكان بنسبة 48.9% ذكور و51.1% إناث.

## وصلات خارجية
- الموقع الرسمي